# Schalk
Een schalk is een zuil die tegen een wand of pijler geplaatst is en niet vrij staat in de ruimte. Ook kan een schalk omschreven worden als een pilaster die niet plat is, maar rond van vorm is. De vorm dient meer dan een halve cirkel te bedragen in doorsnede. Een zuil die minder dan een halve cirkel als doorsnede heeft wordt een halfzuil genoemd. In de meeste gevallen heeft een schalk een basement en een kapiteel.
Een schalk is meestal bescheidener in grootte dan een zuil. Hij kan bijvoorbeeld onderdeel zijn van een bundelpijler, een centrale kern met veel schalken daaromheen.
Het verschil tussen een schalk en een colonnet is in de literatuur niet scherp afgegrensd.
Vroeger gebruikte men een rechtmast, die ook een schalk genoemd wordt, met tuien en een kaapstander voor het ophijsen.